# 1938 w muzyce
Wydarzenia muzyczne w 1938 roku.

## Wydarzenia
- 16 stycznia – Benny Goodman gra pierwszy jazzowy koncert w Carnegie Hall
- 11 listopada – premiera radiowa piosenki God Bless America Irvinga Berlina w wykonaniu Kate Smith[1]

## Urodzili się
- 5 stycznia – Lindsay Crosby, amerykański piosenkarz i aktor (zm. 1989)
- 6 stycznia – Adriano Celentano, włoski piosenkarz
- 7 stycznia – Paul Revere, amerykański wokalista i keyboardzista rockowy, muzyk zespołu Paul Revere & the Raiders (zm. 2014)
- 8 stycznia – Jewgienij Niestierienko, rosyjski śpiewak operowy (bas) (zm. 2021)
- 11 stycznia – Frankie Randall, amerykański piosenkarz, tancerz, kompozytor, pianista, aktor i komik (zm. 2014)
- 13 stycznia
  - Daevid Allen, australijski gitarzysta, piosenkarz, kompozytor (zm. 2015)
  - Richard Anthony, francuski piosenkarz (zm. 2015)
  - Paavo Heininen, fiński kompozytor i pianista (zm. 2022)
  - Shivkumar Sharma, indyjski muzyk grający na santurze (zm. 2022)
- 14 stycznia
  - Jack Jones, amerykański piosenkarz (zm. 2024)
  - Billie Jo Spears, amerykańska piosenkarka country (zm. 2011)
- 15 stycznia – Pete Kuykendall, amerykański muzyk bluegrass; kompozytor grający na banjo (zm. 2017)
- 18 stycznia
  - Hargus Robbins, amerykański klawiszowiec country, muzyk sesyjny (zm. 2022)
  - Allen Toussaint, amerykański muzyk soulowy, jazzowy, bluesowy i R&B, autor tekstów, kompozytor, producent muzyczny (zm. 2015)
- 22 stycznia – Bill Emerson, amerykański bandżysta (zm. 2021)
- 24 stycznia – Kip Anderson, amerykański piosenkarz i autor tekstów (zm. 2007)
- 25 stycznia
  - Krzysztof Dzikowski, polski autor tekstów piosenek
  - Etta James, amerykańska piosenkarka (zm. 2012)
  - Władimir Wysocki, rosyjski poeta, pieśniarz i aktor (zm. 1980)
- 27 stycznia – Povl Dissing, duński piosenkarz, kompozytor, gitarzysta i harmonijkarz (zm. 2022)
- 28 stycznia – Marek Karewicz, polski fotograf, dziennikarz muzyczny (zm. 2018)
- 30 stycznia – Stanislaw Gorkowienko, radziecki dyrygent i kompozytor, Ludowy Artysta RFSRR (zm. 2018)
- 1 lutego
  - Jimmy Carl Black, amerykański perkusista i wokalista The Mothers of Invention (zm. 2008)
  - Zinaida Ignatjewa, rosyjska pianistka (zm. 2022)
- 2 lutego – Simon Estes, amerykański śpiewak operowy (bas-baryton)
- 3 lutego – Tony Marshall, niemiecki piosenkarz i śpiewak operowy (zm. 2023)
- 11 lutego – Edith Mathis, szwajcarska śpiewaczka (sopran) (zm. 2025)
- 13 lutego – Karmela Koren, izraelska piosenkarka (zm. 2022)
- 16 lutego – John Corigliano, amerykański kompozytor pochodzenia włoskiego
- 17 lutego
  - John Coates Jr., amerykański pianista jazzowy (zm. 2017)
  - Buck Trent, amerykański muzyk country, bandżysta, gitarzysta, mandolinista (zm. 2023)
- 18 lutego – Halina Kunicka, polska piosenkarka
- 19 lutego – Iwri Gitlis, izraelski skrzypek oraz ambasador dobrej woli UNESCO (zm. 2020)
- 20 lutego – Arif Babayev, azerski wokalista mugam (zm. 2025)
- 21 lutego – Bobby Charles, amerykański piosenkarz i kompozytor (zm. 2010)
- 22 lutego – Roman Dyląg, polski kontrabasista i kompozytor jazzowy (zm. 2023)
- 25 lutego – Maryanne Amacher, amerykańska kompozytorka muzyki współczesnej (zm. 2009)
- 27 lutego – Margaret Curphey, angielska śpiewaczka operowa (sopran) (zm. 2024)
- 28 lutego – Stefan Turczak, ukraiński dyrygent, Ludowy Artysta ZSRR (zm. 1988)
- 4 marca – Werner Jacob, niemiecki organista, kompozytor i wykładowca akademicki (zm. 2006)
- 7 marca – Petr Skoumal, czeski kompozytor muzyki filmowej, skomponował muzykę m.in. do serialu animowanego Sąsiedzi (zm. 2014)
- 9 marca – Lill-Babs, szwedzka piosenkarka (zm. 2018)
- 10 marca – Aleksander Aleksiejew, rosyjski dyrygent (zm. 2020)
- 12 marca
  - Patricia Carli, włosko-belgijska piosenkarka i kompozytorka
  - Dimitri Terzakis, grecki kompozytor
  - Ron Tutt, amerykański perkusista (zm. 2021)
- 13 marca
  - Julian Bahula, południowoafrykański perkusista, kompozytor, bandleader (zm. 2023)
  - Erma Franklin, amerykańska piosenkarka, wykonawczyni muzyki soul, pop i R&B (zm. 2002)
  - Hans-Joachim Hespos, niemiecki kompozytor (zm. 2022)
  - Josip Jerković, chorwacki dyrygent i pedagog muzyczny (zm. 2020)
  - Roberta Knie, amerykańska śpiewaczka operowa (sopran dramatyczny) (zm. 2017)
- 14 marca
  - Takehisa Kosugi, japoński kompozytor muzyki klasycznej (zm. 2018)
  - Angus MacLise, amerykański perkusista, kompozytor, mistyk, szaman, poeta, okultysta i kaligraf; pierwszy perkusista zespołu The Velvet Underground (zm. 1979)
  - Tadeusz Ross, polski aktor, satyryk, piosenkarz, tekściarz, scenarzysta i polityk (zm. 2021)
- 15 marca – Charles Lloyd, amerykański saksofonista i flecista jazzowy
- 18 marca
  - Kenny Lynch, brytyjski piosenkarz i aktor (zm. 2019)
  - Jean-Claude Risset, francuski kompozytor muzyki elektronicznej (zm. 2016)
- 21 marca
  - Oscar López Ruiz, argentyński kompozytor i gitarzysta (zm. 2021)
  - Luigi Tenco, włoski kompozytor, autor tekstów, piosenkarz (zm. 1967)
- 23 marca – Dave Pike, amerykański wibrafonista jazzowy (zm. 2015)
- 24 marca
  - Don Covay, amerykański piosenkarz R&B, rock and roll, soul i blues; autor tekstów (zm. 2015)
  - Holger Czukay, niemiecki kompozytor, gitarzysta basowy, członek i współzałożyciel zespołu Can (zm. 2017)
- 25 marca – Hoyt Axton, amerykański piosenkarz, kompozytor,  gitarzysta i aktor (zm. 1999)
- 30 marca – Chiyoko Shimakura, japońska piosenkarka i aktorka (zm. 2013)
- 31 marca
  - Laurie Holloway, angielski pianista, dyrektor muzyczny i kompozytor (zm. 2025)
  - Arthur B. Rubinstein, amerykański kompozytor (zm. 2018)
- 2 kwietnia – Booker Little, amerykański trębacz i kompozytor jazzowy (zm. 1961)
- 4 kwietnia – Norro Wilson, amerykański piosenkarz country (zm. 2017)
- 7 kwietnia
  - Spencer Dryden, amerykański perkusista rockowy, muzyk zespołu Jefferson Airplane (zm. 2005)
  - Freddie Hubbard, amerykański trębacz jazzowy (zm. 2008)
  - Pete La Roca, amerykański perkusista i kompozytor jazzowy (zm. 2012)
  - Marek Podhajski, polski teoretyk muzyki, muzykolog i pedagog
- 9 kwietnia – Piotr Trella, polski śpiewak operowy (tenor) (zm. 2020)
- 11 kwietnia – Kurt Moll, niemiecki śpiewak operowy (bas) (zm. 2017)
- 13 kwietnia
  - Andrzej Dąbrowski, polski muzyk, piosenkarz, wokalista jazzowy, perkusista, kompozytor; dziennikarz, fotografik oraz autor tekstów piosenek
  - Frederic Rzewski, amerykański kompozytor, pianista i pedagog polskiego pochodzenia (zm. 2021)
- 15 kwietnia – Robert Radoja, albański kompozytor i pianista
- 20 kwietnia – Johnny Tillotson, amerykański piosenkarz country i pop, autor tekstów piosenek (zm. 2025)
- 21 kwietnia – Michael Jaffee, amerykański instrumentalista smyczkowy grający muzykę dawną, muzykolog (zm. 2019)
- 23 kwietnia – Roland White, amerykański muzyk bluegrass (zm. 2022)
- 26 kwietnia – Duane Eddy, amerykański muzyk rockowy, gitarzysta i kompozytor (zm. 2024)
- 27 kwietnia – Julie Daraîche, kanadyjska piosenkarka (zm. 2022)
- 28 kwietnia – Bernardas Vasiliauskas, litewski pianista i organista (zm. 2022)
- 3 maja
  - Ruud Jacobs, holenderski kontrabasista jazzowy (zm. 2019)
  - Napoleon XIV, amerykański piosenkarz, autor piosenek, producent nagrań (zm. 2023)
- 4 maja
  - Tyrone Davis, amerykański piosenkarz bluesowy i soulowy (zm. 2005)
  - Adam Skorupka, polski kompozytor, aranżer, pianista, kontrabasista jazzowy
- 5 maja
  - Stefan Dymiter, cygański skrzypek-wirtuoz, samouk (zm. 2002)
  - Roni Stoneman, amerykańska bandżystka bluegrass (zm. 2024)
- 9 maja – Happy Traum, amerykański muzyk folkowy (zm. 2024)
- 10 maja
  - Henry Fambrough, amerykański wokalista R&B, muzyk zespołu The Spinners (zm. 2024)
  - Maksim Szostakowicz, rosyjski pianista i dyrygent
- 11 maja
  - Grzegorz Brudko, polski bandżysta, kompozytor, aranżer oraz autor tekstów piosenek (zm. 1996)
  - Bruce Langhorne, amerykański muzyk folkowy (zm. 2017)
- 13 maja
  - Tony Renis, włoski piosenkarz, kompozytor, producent muzyczny i aktor
  - Ludovic Spiess, rumuński śpiewak operowy (tenor) (zm. 2006)
  - Lucille Starr, kanadyjska piosenkarka country, autorka tekstów piosenek, gitarzystka, basistka, mandolinistka (zm. 2020)
- 14 maja – Renata Gleinert, polska pianistka, kompozytorka, pedagog (zm. 2009)
- 17 maja – Władysław Zakrzewski, polski muzyk, dyrygent, animator życia kulturalnego (zm. 2018)
- 19 maja – Herbie Flowers, angielski gitarzysta basowy, kontrabasista i tubista (zm. 2024)
- 24 maja – Prince Buster, jamajski muzyk (zm. 2016)
- 25 maja – Johnny Powers, amerykański wokalistka i gitarzysta tworzący w nurcie rockabilly (zm. 2023)
- 26 maja
  - William Bolcom, amerykański kompozytor i krytyk muzyczny oraz pianista
  - Jaki Liebezeit, niemiecki perkusista rockowy i jazzowy, członek zespołu Can (zm. 2017)
  - Teresa Stratas, amerykańska śpiewaczka (sopran) i aktorka pochodzenia greckiego
- 27 maja – Elizabeth Harwood, angielska śpiewaczka operowa (sopran) (zm. 1990)
- 28 maja
  - Izabela Skrybant-Dziewiątkowska, polska piosenkarka, wokalistka zespołu Tercet Egzotyczny (zm. 2019)
  - Ekkehard Wlaschiha, niemiecki śpiewak operowy (baryton), laureat nagrody Grammy (zm. 2019)
- 31 maja
  - Johnny Paycheck, amerykański piosenkarz country i autor tekstów (zm. 2003)
  - Peter Yarrow, amerykański piosenkarz folkowy, autor piosenek; muzyk zespołu Peter, Paul and Mary (zm. 2025)
- 4 czerwca – Simeon Coxe, amerykański muzyk, założyciel zespołu Silver Apples (zm. 2020)
- 7 czerwca – Idris Sardi, indonezyjski skrzypek i kompozytor (zm. 2014)
- 9 czerwca – Charles Wuorinen, amerykański kompozytor muzyki współczesnej, pianista i dyrygent (zm. 2020)
- 10 czerwca – Violetta Villas, polska artystka estradowa, osobowość sceniczna, śpiewaczka, piosenkarka pieśni estradowych, operowych i operetkowych, aktorka filmowa, teatralna i rewiowa, kompozytorka, autorka tekstów (zm. 2011)
- 12 czerwca – Ian Partridge, brytyjski śpiewak klasyczny (tenor liryczny)
- 14 czerwca
  - Julie Felix, amerykańska gitarzystka i wokalistka folkowa (zm. 2020)
  - Nick Apollo Forte, amerykański piosenkarz i aktor (zm. 2020)
- 15 czerwca – Tony Oxley, angielski perkusista jazzowy (zm. 2023)
- 17 czerwca – Grethe Ingmann, duńska piosenkarka jazzowa, zwyciężczyni 8. Konkursu Piosenki Eurowizji w 1963 (zm. 1990)
- 18 czerwca – Jan Drzewiecki, polski pianista, aranżer, kompozytor (zm. 2006)
- 21 czerwca – Eddie Adcock, amerykański muzyk bluegrass, bandżysta (zm. 2025)
- 23 czerwca – Alan Vega, amerykański piosenkarz punkrockowy, muzyk grupy Suicide (zm. 2016)
- 27 czerwca
  - Anna Iżykowska-Mironowicz, polska konsultantka muzyczna, pedagog (zm. 2016)
  - Gothart Stier, niemiecki dyrygent chóru i śpiewak (zm. 2023)
- 4 lipca
  - Mike Mainieri, amerykański wibrafonista i producent muzyczny
  - Bill Withers, amerykański wokalista, gitarzysta i kompozytor, autor słynnego przeboju „Ain’t No Sunshine” (zm. 2020)
- 5 lipca – Snuff Garrett, amerykański producent muzyczny (zm. 2015)
- 10 lipca – Lee Morgan, amerykański trębacz jazzowy i przedstawiciel hard bopu (zm. 1972)
- 12 lipca – Eugeniusz Głowski, polski kompozytor i teoretyk muzyki (zm. 2018)
- 13 lipca – Myrosław Skoryk, ukraiński kompozytor i muzykolog (zm. 2020)
- 16 lipca – Tony Jackson, brytyjski piosenkarz i gitarzysta basowy, członek zespołu The Searchers (zm. 2003)
- 17 lipca
  - Piotr Libera, polski muzyk, dyrygent i śpiewak (zm. 2019)
  - Mirosław Obłoński, polski piosenkarz, autor tekstów, artysta Piwnicy pod Baranami (zm. 2023)
- 18 lipca – Ian Stewart, szkocki pianista, jeden z twórców (obok Briana Jonesa) zespołu The Rolling Stones (zm. 1985)
- 19 lipca – Wachtang Kikabidze, gruziński artysta estradowy, aktor, piosenkarz, autor piosenek, scenarzysta, pisarz, producent, działacz polityczny (zm. 2023)
- 23 lipca – Ronny Cox, amerykański aktor i piosenkarz
- 25 lipca – Marie-Luise Nikuta, niemiecka piosenkarka, autorka tekstów piosenek, kompozytorka (zm. 2020)
- 27 lipca – Isabelle Aubret, francuska piosenkarka, zwyciężczyni Konkursu Piosenki Eurowizji 1962
- 30 lipca – Zoran Hristić, serbski kompozytor (zm. 2019)
- 31 lipca – Bonnie Brown, amerykański muzyk country (zm. 2016)
- 1 sierpnia – Lech Czerkas, polski śpiewak operowy, aktor (zm. 2013)
- 2 sierpnia – Zdzisław Krzywicki, polski śpiewak operowy, wykładowca akademicki (zm. 2020)
- 4 sierpnia
  - Kenny Malone, amerykański perkusista i perkusjonista folk i country (zm. 2021)
  - Simon Preston, angielski organista, klawesynista, dyrygent i kompozytor (zm. 2022)
- 6 sierpnia – Ihar Łuczanok, białoruski kompozytor, szef Białoruskiej Unii Kompozytorów, Ludowy Artysta ZSRR (zm. 2018)
- 9 sierpnia – Sakar Khan, hinduski muzyk folkowy (zm. 2013)
- 12 sierpnia
  - Paul Craft, amerykański piosenkarz i autor piosenek (zm. 2014)
  - Huguette Tourangeau, francusko-kanadyjska śpiewaczka operowa (mezzosopran) (zm. 2018)
- 13 sierpnia
  - Dave Cortez, amerykański organista i pianista pop i R&B (zm. 2022)
  - Oliver Davies, brytyjski pianista i muzykolog (zm. 2020)
  - Piotr Marczewski, polski kompozytor muzyki filmowej, pianista, dyrygent (zm. 2022)
- 14 sierpnia – Maria Jurkowska, polska dziennikarka, propagatorka bluesa i jazzu w Polskim Radiu (zm. 1991)
- 15 sierpnia
  - Thomas Stacy, amerykański oboista, wirtuoz rożka angielskiego (zm. 2023)
  - Jacek Weiss, polski pianista, nauczyciel akademicki i działacz związkowy, profesor nauk muzycznych (zm. 2024)
- 18 sierpnia – Dudley Williams, amerykański tancerz (zm. 2015)
- 21 sierpnia – Kenny Rogers, amerykański aktor, piosenkarz, kompozytor i autor tekstów piosenek (zm. 2020)
- 23 sierpnia – Celestina Casapietra, włoska śpiewaczka operowa (sopran) (zm. 2024)
- 26 sierpnia – Jet Black, angielski perkusista rockowy, muzyk zespołu The Stranglers (zm. 2022)
- 31 sierpnia – John Koerner, amerykański gitarzysta bluesowy, wokalista i autor piosenek (zm. 2024)
- 1 września – Alton Ellis, jamajski muzyk reggae (zm. 2008)
- 8 września
  - Ryszard Czubaczyński, polski autor tekstów piosenek
  - Piotr Janczerski, polski wokalista, gitarzysta oraz autor tekstów piosenek, a także aktor (Grupa Skifflowa No To Co) (zm. 2018)
  - Reinbert de Leeuw, holenderski kompozytor, dyrygent i pianista (zm. 2020)
- 12 września
  - Judy Clay, amerykańska piosenkarka soul i gospel (zm. 2001)
  - Tatiana Troyanos, amerykańska śpiewaczka operowa (mezzosopran) (zm. 1993)
- 15 września – Sylvia Moy, amerykańska autorka piosenek, producent muzyczny (zm. 2017)
- 17 września – Maarja Haamer, estońska śpiewaczka operowa (sopran), pedagog (zm. 2021)
- 19 września – Zygmunt Krauze, polski kompozytor i pianista
- 20 września – Jane Manning, angielska śpiewaczka operowa (sopran), pedagog (zm. 2021)
- 21 września – Atli Heimir Sveinsson, islandzki kompozytor i pedagog (zm. 2019)
- 22 września – Dean Reed, amerykański piosenkarz, aktor (zm. 1986)
- 26 września – Józef Gawrych, polski wibrafonista i perkusjonista jazzowy, muzyk sesyjny (zm. 2022)
- 28 września
  - Gerd Dudek, niemiecki saksofonista jazzowy (zm. 2022)
  - Ben E. King, amerykański piosenkarz (zm. 2015)
  - Ray Warleigh, australijski saksofonista jazzowy (zm. 2015)
- 2 października – Nick Gravenites, amerykański piosenkarz bluesowy, rockowy i folkowy, autor tekstów i gitarzysta (zm. 2024)
- 3 października
  - Eddie Cochran, amerykański piosenkarz, gitarzysta (zm. 1960)
  - Tereza Kesovija, chorwacka piosenkarka
- 5 października – Johnny Moore, jamajski trębacz, muzyk sesyjny, współzałożyciel i wieloletni członek zespołu The Skatalites (zm. 2008)
- 13 października – Enzo Dara, włoski śpiewak operowy (bas) (zm. 2017)
- 14 października – Melba Montgomery, amerykańska piosenkarka country, autorka tekstów (zm. 2025)
- 15 października
  - Marv Johnson, amerykański piosenkarz R&B, autor tekstów i pianista (zm. 1993)
  - Fela Kuti, nigeryjski muzyk i multiinstrumentalista, twórca afrobeatu, działacz na rzecz praw człowieka (zm. 1997)
- 16 października
  - Gabi Luncă, rumuńska piosenkarka (zm. 2021)
  - Nico, niemiecka modelka, aktorka, wokalistka, członkini zespołu The Velvet Underground (zm. 1988)
- 20 października – Janusz Popławski, polski gitarzysta i wydawca, członek Niebiesko-Czarnych (zm. 2004)
- 26 października
  - Nina Spirowa, macedońska piosenkarka (zm. 2020)
  - Jabo Starks, amerykański perkusista stylu funk i blues (zm. 2018)
- 27 października – Edda Moser, niemiecka śpiewaczka operowa (sopran)
- 28 października – Ben Lanzarone, amerykański kompozytor, aranżer (zm. 2024)
- 31 października
  - Bohdan Łazuka, polski piosenkarz i aktor
  - Magnar Mangersnes, norweski organista i dyrygent chóru (zm. 2023)
- 2 listopada – Jay Black, amerykański piosenkarz rock and rollowy (zm. 2021)
- 7 listopada
  - Dee Clark, amerykański piosenkarz soulowy (zm. 1990)
  - Joe Dassin, amerykański muzyk, francuskojęzyczny piosenkarz i kompozytor (zm. 1980)
- 13 listopada – Tracy Schwarz, amerykański muzyk folkowy (zm. 2025)
- 17 listopada – Gordon Lightfoot, kanadyjski piosenkarz, autor tekstów piosenek, gitarzysta folk-rockowy i country (zm. 2023)
- 19 listopada
  - Jerry Fuller, amerykański autor tekstów, piosenkarz, producent nagrań (zm. 2024)
  - Dennis Johnson, amerykański kompozytor (zm. 2018)
  - Hank Medress, amerykański piosenkarz, producent muzyczny (zm. 2007)
  - Warren „Pete” Moore, amerykański piosenkarz (zm. 2017)
- 23 listopada – Józef Zawitkowski, polski duchowny rzymskokatolicki, poeta, kompozytor (zm. 2020)
- 27 listopada – Nikola Mitić, serbski śpiewak operowy (baryton) (zm. 2019)
- 28 listopada – Alicia Maguiña, peruwiańska kompozytorka i piosenkarka folkowa (zm. 2020)
- 1 grudnia – Sandy Nelson, amerykański perkusista rockowy (zm. 2022)
- 3 grudnia – José Serebrier, urugwajski kompozytor i dyrygent
- 4 grudnia
  - Yvonne Minton, australijska śpiewaczka operowa (mezzosopran)
  - Kazimierz Myrlak, polski śpiewak operowy (tenor liryczny)
- 5 grudnia – J.J. Cale, amerykański muzyk bluesowy; wokalista, gitarzysta, kompozytor, autor tekstów i producent muzyczny (zm. 2013)
- 7 grudnia – Marty Thau, amerykański przedsiębiorca, menedżer i producent muzyczny (zm. 2014)
- 9 grudnia – William Thomas McKinley, amerykański kompozytor i pianista jazzowy (zm. 2015)
- 10 grudnia – Jurij Tiemirkanow, rosyjski dyrygent (zm. 2023)
- 11 grudnia – McCoy Tyner, amerykański pianista i kompozytor jazzowy (zm. 2020)
- 14 grudnia – Torgny Björk, szwedzki muzyk, kompozytor i piosenkarz (zm. 2021)
- 17 grudnia – Novella Nelson, amerykańska aktorka i piosenkarka (zm. 2017)
- 18 grudnia – Chas Chandler, brytyjski basista, członek zespołu The Animals, producent muzyczny (zm. 1996)
- 19 grudnia – Karel Svoboda, czeski kompozytor, autor czołówki do serialu Pszczółka Maja (zm. 2007)
- 22 grudnia – Brian Locking, angielski muzyk, basista The Shadows (zm. 2020)
- 23 grudnia – Andrzej Januszko, polski kompozytor, pianista i aranżer
- 25 grudnia – Ivonne Haza, dominikańska śpiewaczka operowa (sopran) (zm. 2022)
- 26 grudnia
  - Adriana Maliponte, włoska śpiewaczka operowa (sopran)
  - Alain Marion, francuski flecista (zm. 1998)
- 30 grudnia – Mike Auldridge, amerykański wokalista i gitarzysta country, jazzowy i rockowy (zm. 2012)

Data dzienna nieznana
- Víctor Luque – hiszpański gitarzysta (zm. 2023)

## Zmarli
- 18 stycznia – Alexandre Georges, francuski kompozytor i organista (ur. 1850)
- 20 stycznia – Erik Åkerberg, szwedzki kompozytor, organista i pedagog muzyczny (ur. 1860)
- 15 lutego – Bolesław Gryf-Marcinkowski, polski artysta, skrzypek, dyrygent chórów oraz profesor muzyki w Poznaniu i Berlinie (ur. 1856)
- 12 marca – Lyda Roberti, amerykańska aktorka i piosenkarka (ur. 1906)
- 18 marca – Cyril Rootham, angielski kompozytor, dyrygent, organista i pedagog (ur. 1875)
- 8 kwietnia – Joe King Oliver, amerykański trębacz i klarnecista jazzowy, lider big bandu (ur. 1885)
- 11 kwietnia – Bronisława Wójcik-Keuprulian, polska muzykolog (ur. 1890)
- 12 kwietnia – Fiodor Szalapin, rosyjski śpiewak operowy (bas) (ur. 1873)
- 7 maja – Papa Charlie Jackson, amerykański muzyk bluesowy (ur. 1887)
- 22 maja – Amalia Kasprowicz, polska aktorka i śpiewaczka operowa (ur. 1854)
- 30 maja – Miguel Fleta, hiszpański śpiewak operowy (tenor) (ur. 1897)
- 5 czerwca – Walenty Dec, polski kompozytor, organista, profesor (ur. 1851)
- 14 sierpnia
  - Abraham Zebi Idelsohn, żydowski etnomuzykolog (ur. 1882)
  - Landon Ronald, angielski dyrygent, kompozytor, pianista i pedagog (ur. 1873)
- 16 sierpnia – Robert Johnson, amerykański muzyk, gitarzysta, wokalista, autor tekstów (ur. 1911)
- 17 sierpnia – Wage Rudolf Soepratman, indonezyjski kompozytor. Twórca melodii i słów indonezyjskiego hymnu narodowego (ur. 1903)
- 24 sierpnia – Richard Bruno Heydrich, niemiecki kompozytor, śpiewak i muzyk, nauczyciel muzyki (ur. 1863)
- 8 października – Hnat Chotkewycz, ukraiński pisarz, etnograf, kompozytor, tłumacz, muzykolog oraz bandurzysta (ur. 1877)
- 17 października – Aleksander Michałowski, polski pianista, kompozytor i pedagog (ur. 1851)
- 27 października – Alma Gluck, amerykańska śpiewaczka operowa (sopran) (ur. 1884)
- 10 listopada – Uładzimir Terauski, białoruski dyrygent, kompozytor, folklorysta, nauczyciel, pracownik cerkwi prawosławnej, autor melodii hymnu Białoruskiej Republiki Ludowej (ur. 1871)
- 21 listopada – Leopold Godowski, polski pianista, kompozytor i pedagog (ur. 1870)
- 7 grudnia – Stanisława Korwin-Szymanowska, polska śpiewaczka operowa (sopran liryczno-koloraturowy) (ur. 1884)
- 14 grudnia – Maurice Emmanuel, francuski kompozytor i muzykolog (ur. 1862)
- 22 grudnia – Roman Chojnacki, polski profesor teorii muzyki, dyrektor artystyczny Filharmonii Warszawskiej (Filharmonii Narodowej), dziennikarz muzyczny (ur. 1879)

## Albumy
- polskie
- zagraniczne

## Muzyka poważna

### kompozycje
- Lukas Foss
  - Four Two-Part Inventions, na fortepian
  - Grotesque Dance, na fortepian
  - Wanderers Gemütsruhe – Song for a Wanderer, na głosy i fortepian
- Guillermo Uribe Holguín
  - Concierto para violín no.1, op. 64
- Antonio María Valencia
  - Emociones caucana, trio fortepianowe

## Musicale
- 2 września – odbyła się premiera filmu Sing You Sinners w reżyserii Wesleya Rugglesa.